# HipChat
O HipChat é um serviço Web de mensagens instantâneas e de conversação privada intra-empresarial que foi encerrado. Para além das conversas individuais e em grupo, inclui armazenamento de ficheiros na nuvem, videochamadas, pesquisa no histórico de mensagens e navegação em imagens online. O software funciona em computadores Microsoft Windows, Mac ou Linux, bem como em smartphones e tablets Android e IOS. Desde 2014, o HipChat adoptou um modelo freemium, em que a maioria dos serviços é gratuita e algumas funcionalidades adicionais exigem uma taxa mensal. O HipChat foi lançado em 2010 e adquirido pela Atlassian em 2012.